# Odontella armata
Odontella armata är en urinsektsart som först beskrevs av Axelson 1903.  Odontella armata ingår i släktet Odontella och familjen Odontellidae. Inga underarter finns listade i Catalogue of Life.